# Birgit Lodes
Birgit Lodes (* 30. April 1967 in Marktredwitz) ist eine deutsche Musikwissenschaftlerin und Hochschullehrerin an der Universität Wien.

## Werdegang
Lodes wuchs in Bayreuth auf. 1986 wurde sie in die Stiftung Maximilianeum (Wittelsbacher Jubiläumsstiftung) aufgenommen. 1986 bis 1991 studierte sie Musik für das Lehramt an Gymnasien (mit Klavier und Violoncello) sowie Musikwissenschaft mit den Nebenfächern Organisationspsychologie und Allgemeine Pädagogik an der Hochschule für Musik und an der Ludwig-Maximilians-Universität München. 1988/89 studierte sie an der University of California in Los Angeles in den USA. 1991 legte sie ihr Erstes Staatsexamen in Schulmusik ab. 1992/93 war sie als Visiting Fellow an der Harvard University.
1995 erfolgte ihre Promotion mit Prädikat summa cum laude an der Universität München. Ihre Dissertation Das Gloria in Beethovens Missa solemnis wurde mit dem Promotionspreis der Universität ausgezeichnet. Von 1994 bis 2004 war Lodes Wissenschaftliche Mitarbeiterin, Assistentin bzw. Oberassistentin am Institut für Musikwissenschaft der Universität München, von 1998 bis 2000 darüber hinaus Fakultätsvertreterin des akademischen Mittelbaus, wobei sie ein dreijähriges Habilitationsstipendium erhielt. Von 1995 bis 1998 war sie zugleich Lehrbeauftragte an der Hochschule für Musik München (Liedgeschichte und Musikgeschichte).
2002 erfolgte die Habilitation an der Universität München. Der Titel der Habilitationsschrift lautet Gregor Mewes' Concentus harmonici und die letzten Messen Jacob Obrechts. Im Anschluss vertrat sie im Sommersemester 2002 die C3-Professur für Musikwissenschaft an der Universität Erlangen-Nürnberg. Im Wintersemester 2002/03 absolvierte sie eine Gastprofessur am Institut für Musikwissenschaft der Universität Wien.
Seit Februar 2004 ist sie dort Universitätsprofessorin für Musikwissenschaft, mit besonderer Berücksichtigung der älteren Historischen Musikwissenschaft. 2008 wurde sie zum korrespondierenden Mitglied der philosophisch-historischen Klasse der Österreichischen Akademie der Wissenschaften gewählt. 2013 wurde sie zum ordentlichen Mitglied der Academia Europaea gewählt.
Lodes ist Mitglied des Beirats der Studien zur Wertungsforschung.

## Schriften (Auswahl)

### Bücher
- Das Gloria in Beethovens Missa solemnis (= Münchner Veröffentlichungen zur Musikgeschichte, Band 54), Tutzing 1997, ISBN 3-7952-0853-X

### Aufsätze
- Richard Strauss’ Skizzen zu den „Metamorphosen“ und ihre Beziehung zu „Trauer um München“, in: Die Musikforschung, Jg. 47 (1994), S. 234–251
- Eine „Urfassung“ der „Metamorphosen“ von Richard Strauss?, in: Musica, Jg. 48 (1994), S. 275–279
- „Von Herzen – möge es wieder – zu Herzen gehn!“ Zur Widmung von Beethovens Missa solemnis, in: Altes im Neuen. Festschrift Theodor Göllner zum 65. Geburtstag, hrsg. von Bernd Edelmann und Manfred Hermann Schmid, Tutzing 1995, S. 295–306
- Beethovens individuelle Aneignung der langsamen Einleitung. Zum Kopfsatz des Streichquartetts op. 127, in: Musica, Jg. 49 (1995), S. 311–320
- „When I try, now and then, to give musical form to my turbulent feelings…“ The Human and the Divine in the Gloria of Beethoven's Missa solemnis, in: Beethoven Forum 6, Lincoln-London 1998, S. 143–179
- Das 19. Jahrhundert, in: Messe und Motette, hrsg. von Horst Leuchtmann und Siegfried Mauser, Laaber 1998, S. 270–332
- Klausel Nr. 24 und 25, in: Die Klauseln der Handschrift Saint-Victor (Paris, BN, lat. 15139), hrsg. von Fred Büttner, Tutzing 1999, S. 182–195
- mit Fred Büttner, Klausel Nr. 12, in: ebenda, S. 92–98
- Strauss’ Bearbeitungen im „Bürger als Edelmann“ und Strawinskys „Pulcinella“, in: Compositionswissenschaft. Festschrift Reinhold und Roswitha Schlötterer zum 70. Geburtstag, hrsg. von Bernd Edelmann und Sabine Kurth, Augsburg 1999, S. 261–279
- Der „moderne“ Strauss auf dem Weg zum Klassiker? Inszenierung und Kritik am Beispiel der Richard Strauss-Woche, München 1910, in: Richard Strauss und die Moderne, hrsg. von der Direktion der Münchner Philharmoniker, München 1999, S. 188–205
- Nach Beethoven: Musik und Text in Schuberts Es-Dur-Messe, in: Schubert-Jahrbuch 1997. Bericht über den Internationalen Schubert-Kongreß Duisburg 1997. Franz Schubert – Werk und Rezeption, Teil 1, Lieder und Gesänge – Geistliche Werke, hrsg. von Dietrich Berke, Walther Dürr, Walburga Litschauer und Christiane Schumann, Duisburg 1999, S. 155–176
- Probing the sacred genres: Beethoven’s religious songs, oratorio, and masses, in: The Cambridge Companion to Beethoven, hrsg. von Glenn Stanley, Cambridge 2000, S. 218–236 und S. 332–334
- Zarathustra im Dunkel. Zu Strauss’ Dehmel-Vertonung Notturno, op. 44 Nr. 1, in: Richard Strauss und die Moderne. Bericht über das internationale Symposium München, 21. bis 23. Juli 1999, hrsg. von Bernd Edelmann, Birgit Lodes und Reinhold Schlötterer, Berlin 2001, S. 251–282
- Messen-Kompositionen im Ausgang der Wiener Klassik: Konnte Beethoven von Cherubini lernen?, in: Anton Bruckner – Tradition und Fortschritt in der Kirchenmusik des 19. Jahrhunderts, hrsg. von Friedrich Wilhelm Riedel, Sinzig 2001, S. 207–236
- „Maria zart“ und die Angst vor Fegefeuer und Malafrantzos – Die Karriere eines Liedes zu Beginn des 16. Jahrhunderts, in: Trossinger Jahrbuch für Renaissancemusik 1, Kassel, S. 99–133
- An anderem Ort, auf andere Art: Petruccis und Mewes’ Obrecht-Drucke, in: Basler Jahrbuch für historische Musikpraxis, Band 25, Winterthur 2002, S. 85–111
- Verweigertes Laut. Beethovens Idee und ihre Realisation durch Interpret und Hörer, in: Dem Ohr voraus. Erwartung und Vorurteil in der Musik, hrsg. von Andreas Dorschel, Wien 2004, S. 79–111
- Beethovens Sonaten für Klavier und Violoncello op. 5 in ihrem gattungsgeschichtlichen Kontext, in: Beethovens Werke für Klavier und Violoncello. Bericht über die Internationale Fachkonferenz Bonn, 18.–20. Juni 1998, hrsg. von Sieghard Brandenburg, Ingeborg Maaß und Wolfgang Osthoff, Bonn 2004, S. 1–60
- Schubert und Lachner lesen Heinrich Heines „Ich stand in dunkeln Träumen“, in: Musikgeschichte als Verstehensgeschichte. Festschrift für Gernot Gruber zum 65. Geburtstag, hrsg. von Joachim Brügge, Franz Födermayr, Wolfgang Gratzer, Thomas Hochradner und Siegfried Mauser, Tutzing 2004, S. 279–310
- mit Matthias Miller, Hic jacet Ludovicas Fenfflius. Neues zur Biographie von Ludwig Senfl, in: Die Musikforschung, Jg. 58 (2005), S. 260–266
- Zur musikalischen Passgenauigkeit von Beethovens Kompositionen mit Widmungen an Adelige. „An die ferne Geliebte“ op. 98 in neuer Deutung, in: Widmungen bei Haydn und Beethoven. Personen – Strategien – Praktiken. Bericht über den internationalen wissenschaftlichen Kongress Bonn, 29. September bis 1. Oktober 2011, hrsg. von Bernhard R. Appel, Bonn 2015, S. 171–202
- „so träumte mir, ich reiste […] nach Indien“: Temporality and Mythology in Opus 127/I, in: The String Quartets of Beethoven, hrsg. von William Kinderman, Urbana and Chicago 2006, S. 168–213 – Deutsche Übersetzung in: Kammermusik an Rhein und Main. Beiträge zur Geschichte des Streichquartetts, hrsg. von Kristina Pfarr und Karl Böhmer, Mainz 2007, S. 267–320
- Franz Lachners „Sängerfahrt“ op. 33 auf Texte von Heinrich Heine, in: Franz Lachner und seine Brüder, hrsg. von Hartmut Schick und Stephan Hörner, Tutzing 2006, S. 213–246
- Text und Musik, in: Diskurs. Sprache. Text. Eine methodenorientierte Einführung in die Sprachwissenschaft für Romanistinnen und Romanisten, hrsg. Michael Metzeltin, 3. Aufl. Wien 2008, S. 291–317
- Reflexionen zu Beethoven und Mozart, in: Mitteilungsblatt der Wiener Beethoven-Gesellschaft, Jg. 37, Heft 4/2006, S. 16–23
- Ludwig Senfl and the Munich Choirbooks, in: Die Münchner Hofkapelle des 16. Jahrhunderts im europäischen Kontext, hrsg. von Theodor Göllner und Bernhold Schmid, München 2006, S. 224–233
- Sigmund Salmingers „Selectissimae cantiones“ (Augsburg 1540) als musikalischer Geschenkdruck für Königin Maria von Ungarn, in: Gutenberg-Jahrbuch 2008, S. 93–106
- Musikdruck als Medienrevolution? Codex versus Buch im 15. und 16. Jahrhundert, in: Vom Preis des Fortschritts. Gewinn und Verlust in der Musikgeschichte, hrsg. Andreas Dorschel und Andreas Haug, Wien 2008, S. 161–194
- mit Laurenz Lütteken, Einleitung, in: Institutionalisierung als Prozeß. Organisationsformen musikalischer Eliten im Europa des 15. und 16. Jahrhunderts, hrsg. Birgit Lodes und Laurenz Lütteken, Laaber 2008, S. 1–14
- Multiple Erscheinungsformen einer Vorlage: „Maria zart“ kontrafaziert und bearbeitet, in: Die Kunst des Übergangs. Musik über Musik in der Renaissance, hrsg. von Nicole Schwindt, Kassel 2008, S. 63–101
- Des Kaisers Alamire: Zur Entstehung des Chorbuchs Wien, Österreichische Nationalbibliothek, Mus. Hs. 15495, in: Uno gentile et subtile ingenio: Studies in Renaissance Music in Honour of Bonnie J. Blackburn, hrsg. von Jennifer Bloxam, Gioia Filocamo und Leofranc Holford-Strevens, Turnhout 2009, S. 247–258
- „Nicht weiter! hier der Kirchenmusik, dort der Symphonie zurufend“. Hanslicks Blick auf Beethoven. In: Eduard Hanslick zum Gedenken. Bericht des Symposions zum Anlass seines 100. Todestages. Hrsg. von Theophil Antonicek, Gernot Gruber und Christoph Landerer, Tutzing 2010, S. 259–296
- Das Jahr 1507 in (musik-)drucktechnischer Perspektive, in: NiveauNischeNimbus. Die Anfänge des Musikdrucks nördlich der Alpen, hrsg. von Birgit Lodes, Tutzing 2010, S. 33–66
- “Le congrès danse”: Set Form and Improvisation in Beethoven's Polonaise for Piano, Op. 89, in: Musical Quarterly, Jg. 93 (2010), S. 414–449
- Musikhistoriographie ohne Kunstwerke? Carl Dahlhaus und die Alte Musik, in: Carl Dahlhaus und die Musikwissenschaft: Werk, Wirkung, Aktualität, hrsg. von Hermann Danuser, Schliengen 2011, S. 176–196